# Франсіс Моро
Франсіс Моро (фр. Francis Moreau, 21 липня 1965) — французький велогонщик.
Олімпійський чемпіон 1996 року в командній гонці переслідування, учасник 2000 року.
Чемпіон світу з трекових велоперегонів 1991 року в гонці переслідування, срібний призер 1990 (гонка переслідування), 1991 (гонка за очками) 1994 (гонка переслідування), 1996 (командна гонка переслідування), 1998 (гонка переслідування), 1999 (командна гонка переслідування) років, бронзовий призер 1996 року в гонці переслідування.